# John Lunn
John Lunn (13 de maio de 1956) é um compositor escocês, conhecido por sua trilha sonora para a televisão. Ele era membro da banda de " systems music " Man Jumping. 

## Carreira

### Trabalho de TV
Seu trabalho inclui música para a série de televisão Hamish Macbeth (1995), Lorna Doone (2000), North Square (2000), Hotel Babylon (2006), Little Dorrit (2008), Downton Abbey (2010), Waking the Dead (2011), The White Queen (2013), Shetland (2013), Grantchester (2014), The Last Kingdom (2015) e Belgravia (2020).
Sua música para Going Postal, da Sky TV, ganhou o prêmio de Melhor Trilha na TV no RTS Awards 2010  e foi indicada ao BAFTA e ao Ivor Novello  e, para a adaptação da BBC de Little Dorrit de Charles Dickens, Prêmio BAFTA de Melhor partitura original.  

### Obra de ópera
Ele escreveu várias óperas. Duas delas, Misper (1997)  e Zoë (2000)  (mostradas pelo Canal 4), foram escritas para Glyndebourne.   Outra, Matemática de Um Beijo, foi escrita para a Ópera Nacional inglesa. Ele escreveu a opereta Tangier Tattoo 2006, com o libretista Stephen Plaice, novamente para Glyndebourne. 

O concerto para violino de John Lunn foi estreado por Clio Gould e pela London Sinfonietta no Queen Elizabeth Hall.